# Адамеж (Малопольське воєводство)
Адамеж (пол. Adamierz) — село в Польщі, у гміні Олесно Домбровського повіту Малопольського воєводства.
Населення — 281 особа (2011).
У 1975—1998 роках село належало до Тарновського воєводства.

## Географія
Селом тече річка Жабниця.

## Демографія
Демографічна структура станом на 31 березня 2011 року:
|          | Загалом | Допрацездатний вік | Працездатний вік | Постпрацездатний вік |
| -------- | ------- | ------------------ | ---------------- | -------------------- |
| Чоловіки | 133     | 26                 | 93               | 14                   |
| Жінки    | 148     | 30                 | 83               | 35                   |
| Разом    | 281     | 56                 | 176              | 49                   |